# Albansk-amerikanska nationella organisationen
Albansk-amerikanska nationella organisationen (på engelska Albanian-American National Organization) är en ideell förening som grundades år 1946. Den är religiöst och partipolitiskt obunden. Dess ändamål är att tilldela albanska studenter stipendier. Den nuvarande ordföranden heter Phil Christo från Albany i New York.